# 麻双乡
麻双乡，是中国江西省赣州市南康区下辖的一个乡镇级行政单位。

## 行政区划
麻双乡共辖以下地区：
圩下村、蒲竹村、花潭村、松江村、长坑村、里若村、义里村、麻双村、鹅坊村、东排村、下厅村、坝孜村、城子村、黄坑村、黄埠村。